# Liparis madrensis
Liparis madrensis är en orkidéart som beskrevs av Soto Arenas, Salazar och Rolando Jiménez Machorro. Liparis madrensis ingår i släktet gulyxnen, och familjen orkidéer. Inga underarter finns listade i Catalogue of Life.